# Erik Gudbranson
Erik Gudbranson, född 7 januari 1992, är en kanadensisk professionell ishockeyspelare som spelar för Columbus Blue Jackets i NHL. 
Han har tidigare spelat på NHL-nivå för Calgary Flames, Nashville Predators, Ottawa Senators, Anaheim Ducks, Pittsburgh Penguins, Vancouver Canucks och Florida Panthers och på lägre nivåer för San Antonio Rampage i AHL och Kingston Frontenacs i OHL.

## Spelarkarriär

### NHL

#### Florida Panthers
Gudbranson draftades i första rundan i 2010 års draft av Florida Panthers som tredje spelare totalt.
Han skrev på ett treårigt entry level-kontrakt med Panthers den 15 juni 2011, värt 9,6 miljoner dollar.
Den 10 juli 2014 skrev han på ett nytt tvåårskontrakt till ett värde av 5 miljoner dollar och den 9 maj 2016 förlängde han kontraktet med ett år till ett värde av 3,5 miljoner dollar.

#### Vancouver Canucks
Gudbranson tradades den 26 maj 2016, tillsammans med ett draftval i femte rundan 2016 (Cole Candella), till Vancouver Canucks i utbyte mot Jared McCann samt ett draftval i andra rundan 2016 (som senare tradades till Buffalo Sabres som valde Rasmus Asplund) och ett draftval i fjärde rundan 2016 (Jonathan Ang).
Han skrev på ett ettårskontrakt värt 3,5 miljoner dollar med Canucks den 15 juni 2017 och en kontraktsförlängning på tre år värd 12 miljoner dollar, den 20 februari 2018.

#### Pittsburgh Penguins
Den 25 februari 2019 tradades han till Pittsburgh Penguins i utbyte mot Tanner Pearson.

#### Anaheim Ducks
Den 25 oktober 2019 tradades han till Anaheim Ducks i utbyte mot Andreas Martinsen och ett draftval i sjunde rundan i NHL-draften 2021.

#### Ottawa Senators
Han tradades den 8 oktober 2020 till Ottawa Senators, i utbyte mot ett draftval i femte rundan i NHL-draften 2021.

#### Nashville Predators
Den 12 april 2021 tradades han till Nashville Predators i utbyte mot Brandon Fortunato ett draftval i sjunde rundan i NHL-draften 2023.

## Statistik
| 2007–2008  | Ottawa Jr. 67s      | OEMHL      | 70  | 15 | 40 | 55 | 118 | 8  | 1 | 4 | 5 | 8  |
| 2008–2009  | Kingston Frontenacs | OHL        | 63  | 3  | 19 | 22 | 69  | —  | — | — | — | —  |
| 2009–2010  | Kingston Frontenacs | OHL        | 41  | 2  | 21 | 23 | 68  | 7  | 1 | 2 | 3 | 6  |
| 2010–2011  | Kingston Frontenacs | OHL        | 44  | 12 | 22 | 34 | 105 | 5  | 1 | 3 | 4 | 10 |
| 2011–2012  | Florida Panthers    | NHL        | 72  | 2  | 6  | 8  | 78  | 7  | 0 | 0 | 0 | 8  |
| 2012–2013  | Florida Panthers    | NHL        | 32  | 0  | 4  | 4  | 47  | —  | — | — | — | —  |
|            | San Antonio Rampage | AHL        | 2   | 0  | 0  | 0  | 2   | —  | — | — | — | —  |
| 2013–2014  | Florida Panthers    | NHL        | 65  | 3  | 6  | 9  | 114 | —  | — | — | — | —  |
| 2014–2015  | Florida Panthers    | NHL        | 76  | 4  | 9  | 13 | 58  | —  | — | — | — | —  |
| 2015–2016  | Florida Panthers    | NHL        | 64  | 2  | 7  | 9  | 49  | 6  | 0 | 0 | 0 | 2  |
| 2016–2017  | Vancouver Canucks   | NHL        | 30  | 1  | 5  | 6  | 18  | —  | — | — | — | —  |
| 2017–2018  | Vancouver Canucks   | NHL        | 52  | 2  | 3  | 5  | 35  | —  | — | — | — | —  |
| 2018–2019  | Vancouver Canucks   | NHL        | 57  | 2  | 6  | 8  | 83  | —  | — | — | — | —  |
|            | Pittsburgh Penguins | NHL        | 4   | 0  | 1  | 1  | 2   | —  | — | — | — | —  |
| NHL totalt | NHL totalt          | NHL totalt | 452 | 16 | 47 | 63 | 484 | 13 | 0 | 0 | 0 | 10 |
| OHL totalt | OHL totalt          | OHL totalt | 148 | 17 | 62 | 79 | 242 | 12 | 2 | 5 | 7 | 16 |